# Arachniotus littoralis
Arachniotus littoralis är en svampart som först beskrevs av G.F. Orr, och fick sitt nu gällande namn av Arx 1977. Arachniotus littoralis ingår i släktet Arachniotus och familjen Gymnoascaceae.   Inga underarter finns listade i Catalogue of Life.